# Спекотної ночі (фільм, 1967)
«Спекотної ночі» (англ. In the Heat of the Night) — американський детектив, трилер, художній фільм 1967 року, режисера Нормана Джевісона, за однойменним антирасистським однойменним романом (In the Heat of the Night) 1965 року Джона Болла. Сценарій написаний Стірлінгом Сілліфантом, який виступив також продюсером. Стрічка розповідає про чорношкірого детектива з Філадельфії, якого залучають до розслідування убивства в невеличкому містечку в Міссісіпі. У головних ролях — Сідні Пуатьє та Род Стайгер.
У 1967 році здобув премію «Оскар» у номінації «Найкращий фільм», а Род Стайгер виграв у номінації «Найкраща чоловіча роль». Цитата з фільму «Вони кличуть мене містер Тіббс!» потрапила на 16 позицію у списку «100 найвідоміших цитат з американських фільмів за 100 років». 2002 року відібраний в Національний реєстр фільмів США бібліотекою Конгресу як «культурно, історично та естетично важливий». Фільм має два продовження: «Вони кличуть мене містер Тіббс!» (They Call Me Mister Tibbs!, 1970) і «Організація» (The Organization, 1971). Він також став основою для однойменного телесеріалу, який демонструвався на телебаченні з 1988 по 1995 рік.

## Сюжет
У невеликому містечку скоєне вбивство багатого підприємця і заступник шерифа Сем Вуд (Ворен Оутс) на залізничному вокзалі заарештовує чорношкірого, у якого він знайшов досить велику суму грошей. Його звинувачують у вбивстві, однак виявляється, що цей чорношкірий Вірджіл Тібс (Сідні Пуатьє) — поліцейський, детектив з розслідування вбивств. Білий шериф Білл Гілеспі (Род Стайгер) змушений об'єднатися з представником чорної раси для розслідування жорстокого, кривавого злочину. Розслідування вбивства перетворюється на війну особистих інтересів між поліцейськими. Щоб знайти злочинця їм все ж таки доведеться знайти в собі сили для об'єднання…

## Ролі виконують
| Актор            | Роль                           |
| ---------------- | ------------------------------ |
| Сідні Пуатьє     | детектив Вірджіл Тібс          |
| Род Стайгер      | начальник поліції Білл Гілеспі |
| Ворен Оутс       | сержант Сем Вуд                |
| Лі Грант         | пані Леслі Колберт             |
| Скотт Вілсон     | Харві Оберст                   |
| Ентоні Джеймс    | Ральф Хеншоу                   |
| Квентін Дін      | Долорес Перді                  |
| Джеймс Паттерсон | Ллойд Перді                    |
| Ларрі Гейтс      | Ерік Ендікотт                  |
| Вільям Шеллерт   | мер Уебб Шуберт                |
| Бі Річардс       | Мама Каліба                    |
| Пітер Уітні      | капрал Джордж Кортні           |

## Музика
Музика була створена, аранжована та записана Квінсі Джонсом, альбом із саундтреком вийшов на лейблі United Artists у 1967 р. Титульну пісню у виконанні Рея Чарльза написав Квінсі Джонс за текстами Алана та Мерилін Бергман, вона вийшла як сингл ABC Records і досягла 33-го місця в чарті Billboard Hot 100 та 21-го місця в чарті Hot Rhythm & Blues Singles.

### Трек-лист
1. «In the Heat of the Night» — 2:30
2. «Peep-Freak Patrol Car» — 1:30
3. «Cotton Curtain» — 2:33
4. «Where Whitey Ain't Around» — 1:11
5. «Whipping Boy» — 1:25
6. «No You Won't» — 1:34
7. «Nitty Gritty Time» — 1:50
8. «It Sure Is Groovy!» — 2:30
9. «Bowlegged Polly» — 2:30
10. «Shag Bag, Hounds & Harvey» — 3:28
11. «Chief's Drive to Mayor» — 1:10
12. «Give Me Until Morning» — 1:09
13. «On Your Feet, Boy!» — 1:37
14. «Blood & Roots» — 1:07
15. «Mama Caleba's Blues» — 5:00
16. «Foul Owl [on the Prowl]» — 2:30

## Касові збори
Фільм вперше показали широкій публіці в театрі «Капітолій» та в театрі на 86-й вулиці у Нью-Йорку в середу, 2 серпня 1967 р. За перші п'ять днів він заробив 108 107 доларів. Після показу в Маямі-Біч, штат Флорида, і в Торонто в п'ятницю, 4 серпня, за вихідні фільм заробив 20 974 долари, що разом із нью-йоркськими зборами за вихідні в сумі становило 95 806 доларів. Незабаром після расових заворушень стрічку випустили у Ньюарку, Мілвокі та Детройті.

## Навколо фільму
- Фільм характеризується великою автентичністю мови (в оригінальній англійській версії), особливо зневажливі та образливі слова, які використовували білі проти негрів.
- Американський співак Рей Чарльз у фільмі виконує однойменну пісню «Задушливою південною ніччю» на музику Квінсі Джонса.
- Попри те, що дія фільму відбувається у Спарті, штат Міссісіпі, більша частина знімання пройшла у місті Спарта, штат Іллінойс.
- Фільм також важливий тим, що став першим великим кольоровим фільмом Голлівуду, який був освітлений з належним урахуванням чорношкірої людини. Оператор Гаскелл Векслер, визнав, що стандартне сильне освітлення, яке використовували на фільмуванні, як правило, створювало занадто багато відблисків на темному обличчі та робило риси нечіткими. Відповідно, Векслер адаптував освітлення, щоб показати актора Сідні Пуатьє з найкращої сторони[8].

## Нагороди
- 1967 — Премія «Оскар» Академії кінематографічних мистецтв і наук:
  - Премія «Оскар» за найкращий фільм — Волтер Майріш
  - Премія «Оскар» за найкращу чоловічу роль — Род Стайгер
  - Премія «Оскар» за найкращий монтаж — Гел Ешбі
  - Премія «Оскар» за найкращий звук — Samuel Goldwyn Studios
  - Премія «Оскар» за найкращий адаптований сценарій — Стірлінг Сіліфант
- 1967 — Премія «Золотий глобус» Голлівудської асоціації іноземної преси:
  - Премія «Золотий глобус» за найкращий фільм — драма — Норман Джевісон, Волтер Майріш
  - Премія «Золотий глобус» за найкращу чоловічу роль — драма — Род Стайгер
  - Премія «Золотий глобус» за найкращий сценарій (Golden Globe Award for Best Screenplay) — Стірлінг Сілліфант
- 1968 — Премія BAFTA, Британської академії телебачення та кіномистецтва:
  - Премія БАФТА найкращому іноземному актору — Род Стайгер

### ВизнанняАмериканським інститутом кіно
Фільм потрапив до наступних списків:
- 100 найкращих героїв і лиходіїв: Вергілій Тіббс, герой № 19
- 100 найвідоміших цитат: Вергілій Тіббс: «Вони кличуть мене містер Тіббс!», № 16
- 100 найбільш надихаючих американських фільмів : № 21